# Prokatedra

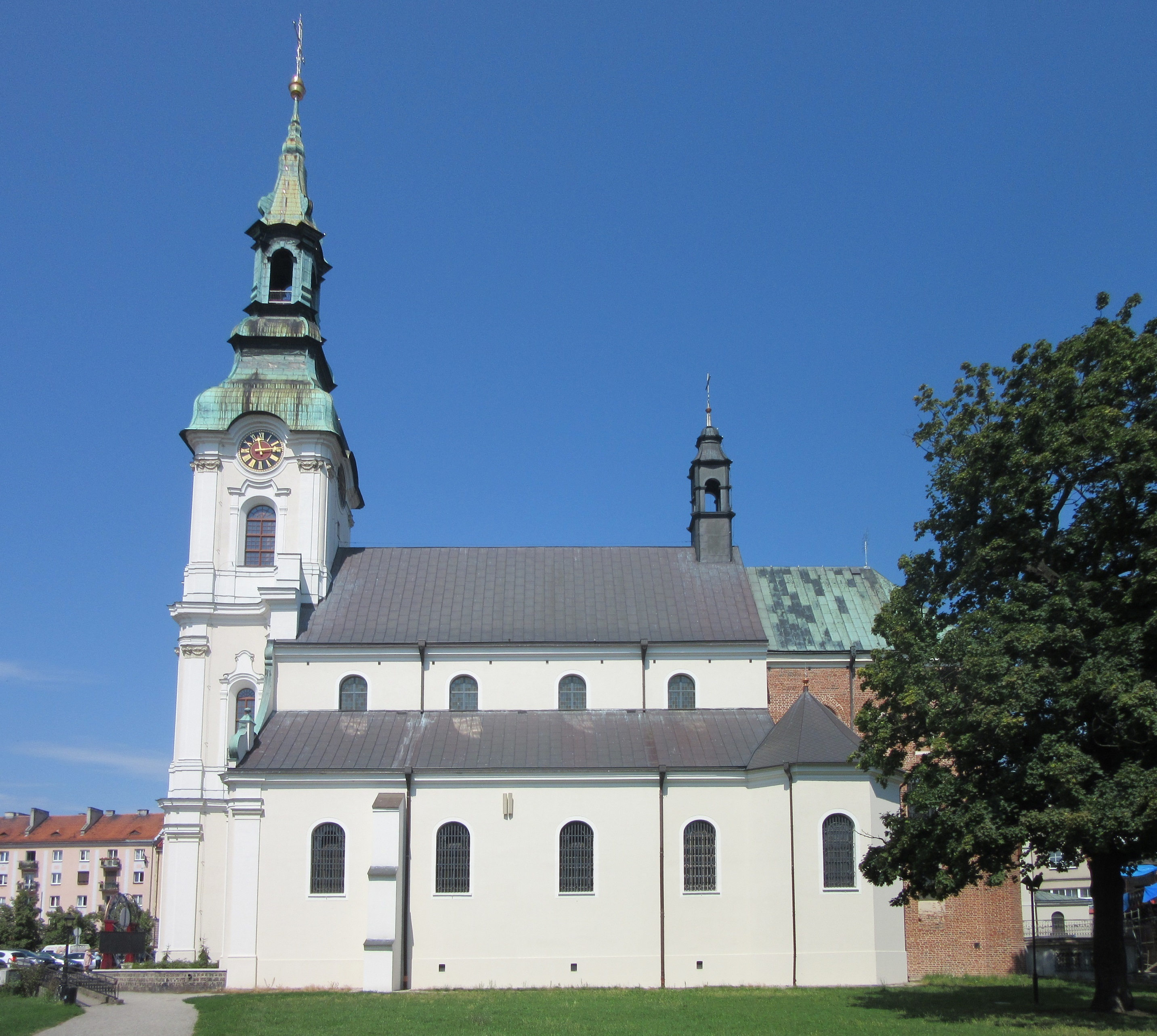
Prokatedra w Kaliszu w latach 1818–1925 (obecnie bazylika kolegiacka)

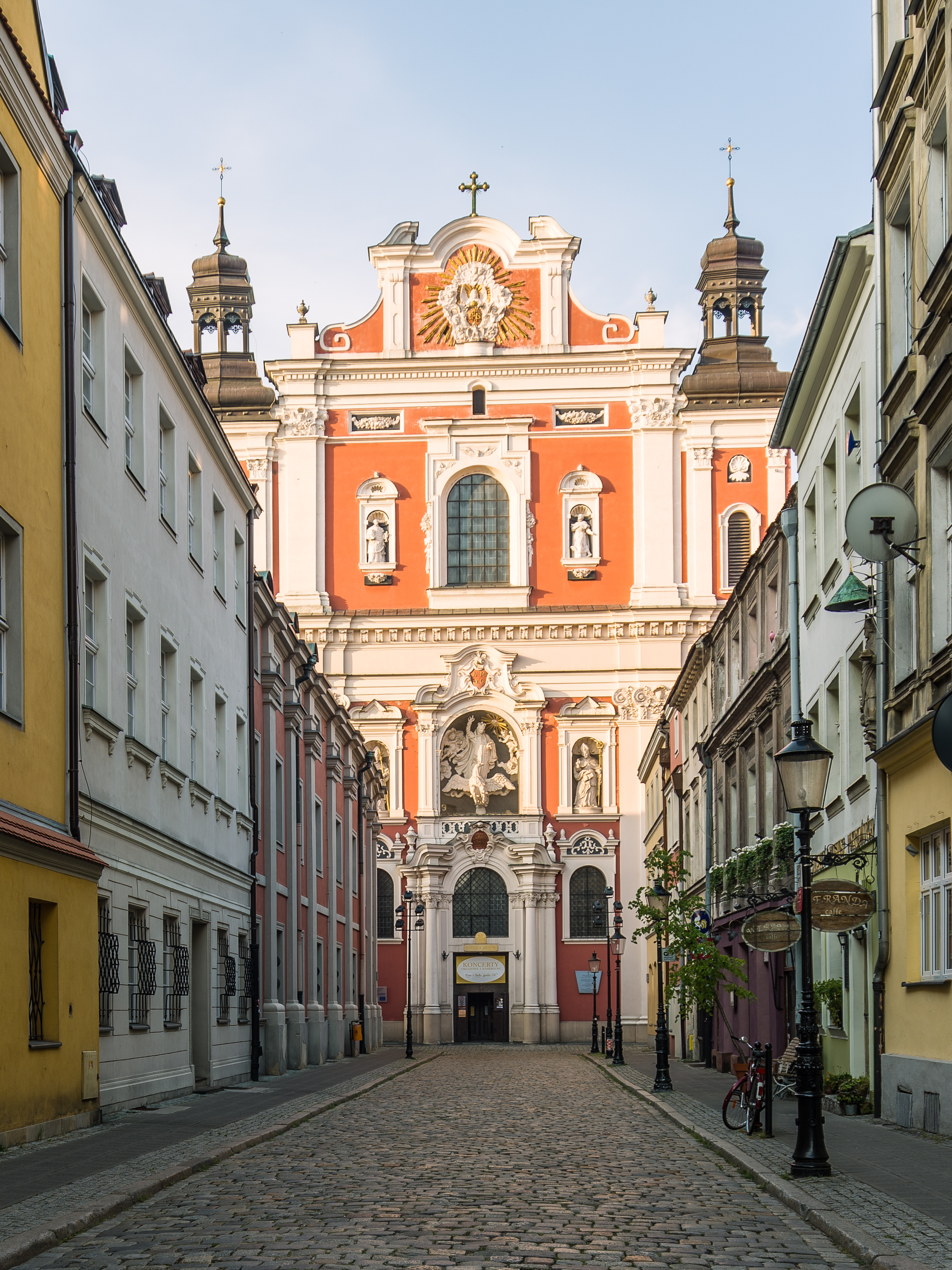
Prokatedra w Poznaniu w latach 1950–1956 (obecnie bazylika farna)

Prokatedra, kościół prokatedralny – kościół tymczasowo pełniący funkcję katedry.
Prokatedra jest ustanawiana, gdy właściwy kościół katedralny nie może pełnić swoich funkcji lub jest w budowie. Prokatedrą ustanawia się również świątynię, którą w przyszłości może zostać katedrą lub konkatedrą (na przykład prokatedra ustanowiona jako siedziba administratora apostolskiego).

## Prokatedry w Polsce

### Kościół rzymskokatolicki w Polsce
(prokatedry historyczne)
1. prokatedra w Białymstoku, 1945–1991 (obecnie archidiecezja białostocka)
2. prokatedra w Drohiczynie, 1945–1991 (obecnie diecezja drohiczyńska)
3. prokatedra w Gorzowie Wielkopolskim, 1945–1972 (obecnie diecezja zielonogórsko-gorzowska)
4. prokatedra w Kaliszu, 1818–1925 (obecnie diecezja kaliska)
5. prokatedra w Katowicach, 1925–1955 (obecnie archidiecezja katowicka)
6. prokatedra w Lubaczowie, 1945–1991 (obecnie diecezja zamojsko-lubaczowska)
7. prokatedra w Olsztynie, 1945–1973 (obecnie archidiecezja warmińska)
8. prokatedra w Opolu, 1945–1972 (obecnie diecezja opolska)
9. prokatedra w Pile, 1926–1972 (obecnie diecezja koszalińsko-kołobrzeska)
10. prokatedra w Poznaniu, 1943–1950 (obecnie archidiecezja poznańska)
11. prokatedra w Poznaniu, 1950–1956 (obecnie archidiecezja poznańska)
12. prokatedra w Szczecinie, 1972–1974 (obecnie archidiecezja szczecińsko-kamieńska)
13. prokatedra w Warszawie, 1945–1956 (obecnie archidiecezja warszawska)
14. prokatedra we Wrocławiu, 1945–1951 (obecnie archidiecezja wrocławska)

### Kościół Polskokatolicki w Rzeczypospolitej Polskiej
1. prokatedra w Kotłowie (diecezja wrocławska)
2. prokatedra w Strzyżowicach (diecezja krakowsko-częstochowska)

### Polski Autokefaliczny Kościół Prawosławny
1. prokatedra w Bielsku Podlaskim (diecezja warszawsko-bielska)
2. prokatedra w Gdańsku (diecezja białostocko-gdańska)
3. prokatedra w Chełmie (diecezja lubelsko-chełmska)
4. prokatedra w Poznaniu (diecezja łódzko-poznańska)
5. prokatedra w Przemyślu (diecezja przemysko-gorlicka)
6. prokatedra w Szczecinie (diecezja wrocławsko-szczecińska)

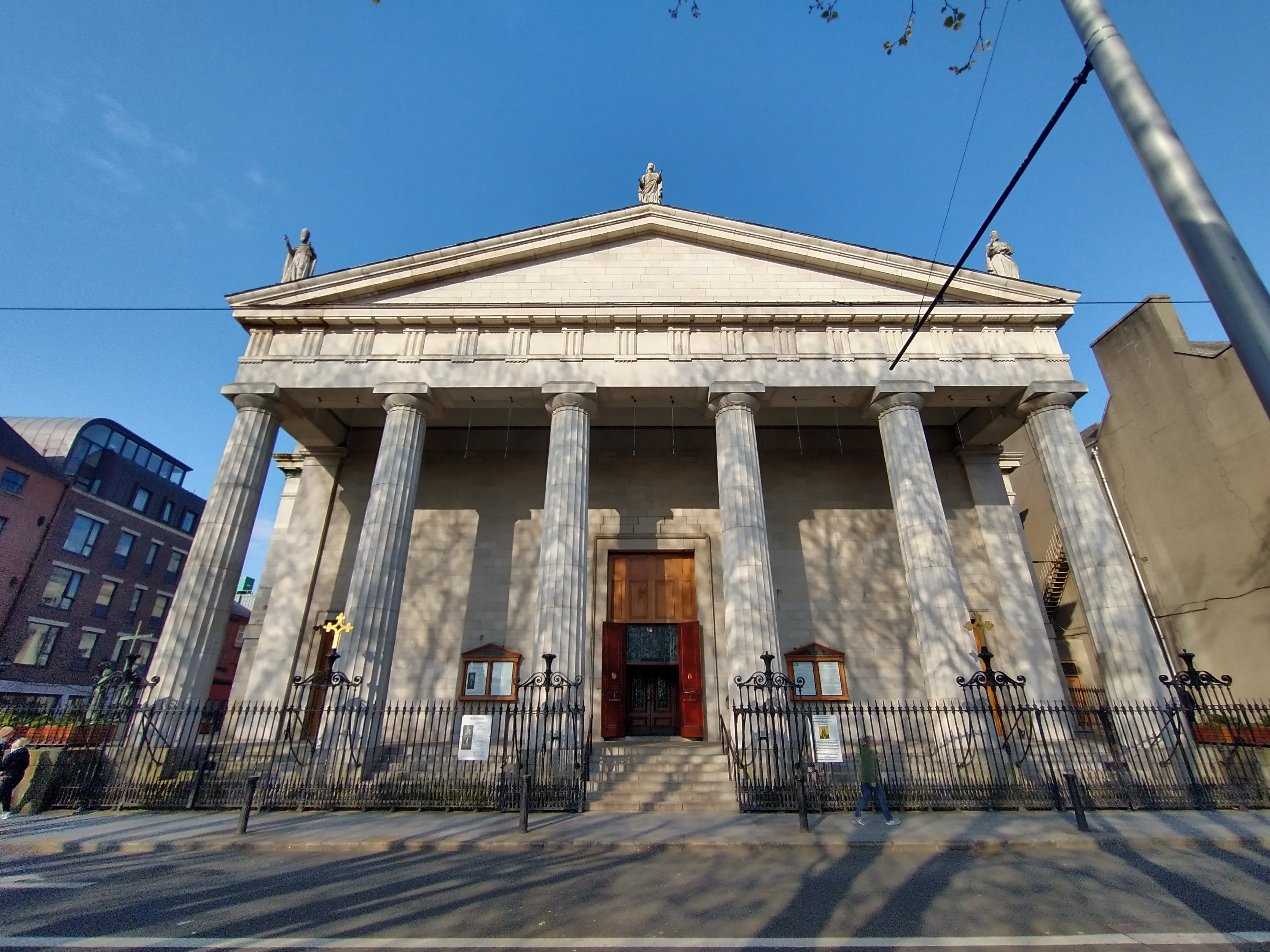
Prokatedra w Dublinie

## Prokatedry w Europie
- Prokatedra Najświętszej Marii Panny w Dublinie
- Prokatedra Najświętszej Maryi Panny Wniebowziętej w Edynburgu
- Prokatedra św. Pawła w Valletcie
- Prokatedra Naszej Pani w Tromsø
- Prokatedra Świętych Apostołów Piotra i Pawła w Tallinnie

## Prokatedry w Afryce
- Prokatedra św. Franciszka z Asyżu w Trypolisie